# Next Generation Missile Vessel
Next Generation Missile Vessel je třída perspektivních úderných korvet indického námořnictva. Celkem bylo objednáno šest jednotek této třídy. Dokončení prototypu je plánováno na rok 2027. Korvety se mají vyznačovat uplatněním opatření na redukci signatur (stealth), vysokou rychlostí a silnou údernou výzbrojí.

## Stavba
V dubnu 2023 indické ministerstvo obrany objednalo stavbu šesti raketových korvet u indické loděnice Cochin Shipyard Limited (CSL) v Kóčinu. Sestavení a testování plynových turbín zajistí společnost Hindustan Aeronautics Limited (HAL). Slavnostní první řezání oceli na první jednotku proběhlo 16. prosince 2024.
Jednotky třídy NGMV:
| Jméno | První řezání oceli | Založení kýlu | Spuštěna | Vstup do služby | Status    |
| ----- | ------------------ | ------------- | -------- | --------------- | --------- |
|       | 16. prosince 2024  |               |          |                 | ve stavbě |
|       |                    |               |          |                 | objednána |
|       |                    |               |          |                 | objednána |
|       |                    |               |          |                 | objednána |
|       |                    |               |          |                 | objednána |
|       |                    |               |          |                 | objednána |

## Konstrukce
Korvety budou vybaveny vyhledávacím radarem 3Ts-25E Garpun-B a AESA radarem EL/M-2248 MF-STAR. Výzbroj tvoří jeden 76mm kanón OTO Melara Super Rapid, dva 30mm kanónové systémy AK-630M, vertikální vypouštěcí sila pro protiletadlové řízené střely VL-SRSAM, osm protilodních střel BrahMos a jeden systém bodové obrany velmi krátkého dosahu (VSHORAD). Součástí vybavení bude 4,7metrový člun RIB. Pohonný systém je koncepce CODAG. Zvolena byla plynová turbína General Electric LM2500. Nejvyšší rychlost dosáhne 35 uzlů. Dosah bude 2800 námořních mil při 25 uzlech a tisíc námořních mil při 35 uzlech.